# Limits
A Limits (magyarul: Határok), Pænda osztrák énekes dala, mellyel Ausztriát képviselte a 2019-es Eurovíziós Dalfesztiválon Tel-Avivban.

## Eurovíziós Dalfesztivál
2020. január 29-én vált hivatalossá, hogy az alábbi dalt választotta ki az osztrák televízió Pænda számára, amellyel képviselte hazáját a 2019-es Eurovíziós Dalfesztiválon. A versenydalt 2020. március 8-án mutatták be a Hitradio Ö3 reggeli adásában.
A dalt az Eurovíziós Dalfesztiválon először a május 16-án rendezett második elődöntőben adták elő, a fellépési sorrendben kilencedikként, a svéd John Lundvik Too Late for Love című dala után és a horvát Roko The Dream című dala előtt. Az elődöntőben végül 21 ponttal a 17. helyen végeztek, így nem juttak tovább a döntőbe. Az ország számára ez volt a ötödik alkalom a döntőbe való kvalifikálás nélkül. Legutóbb 2013-ban nem sikerült szintén továbbjutniuk.
A következő osztrák induló Vincent Bueno Alive című dala lett volna a 2020-as Eurovíziós Dalfesztiválon.

## Külső hivatkozások
- Dalszöveg
- A dal videóklipje. YouTube-videó, Eurovision Song Contest, 2019. március 8.
- A dal előadása a második elődöntőben. YouTube-videó, Eurovision Song Contest, 2019. május 22.